# Andesi kőtiszafa

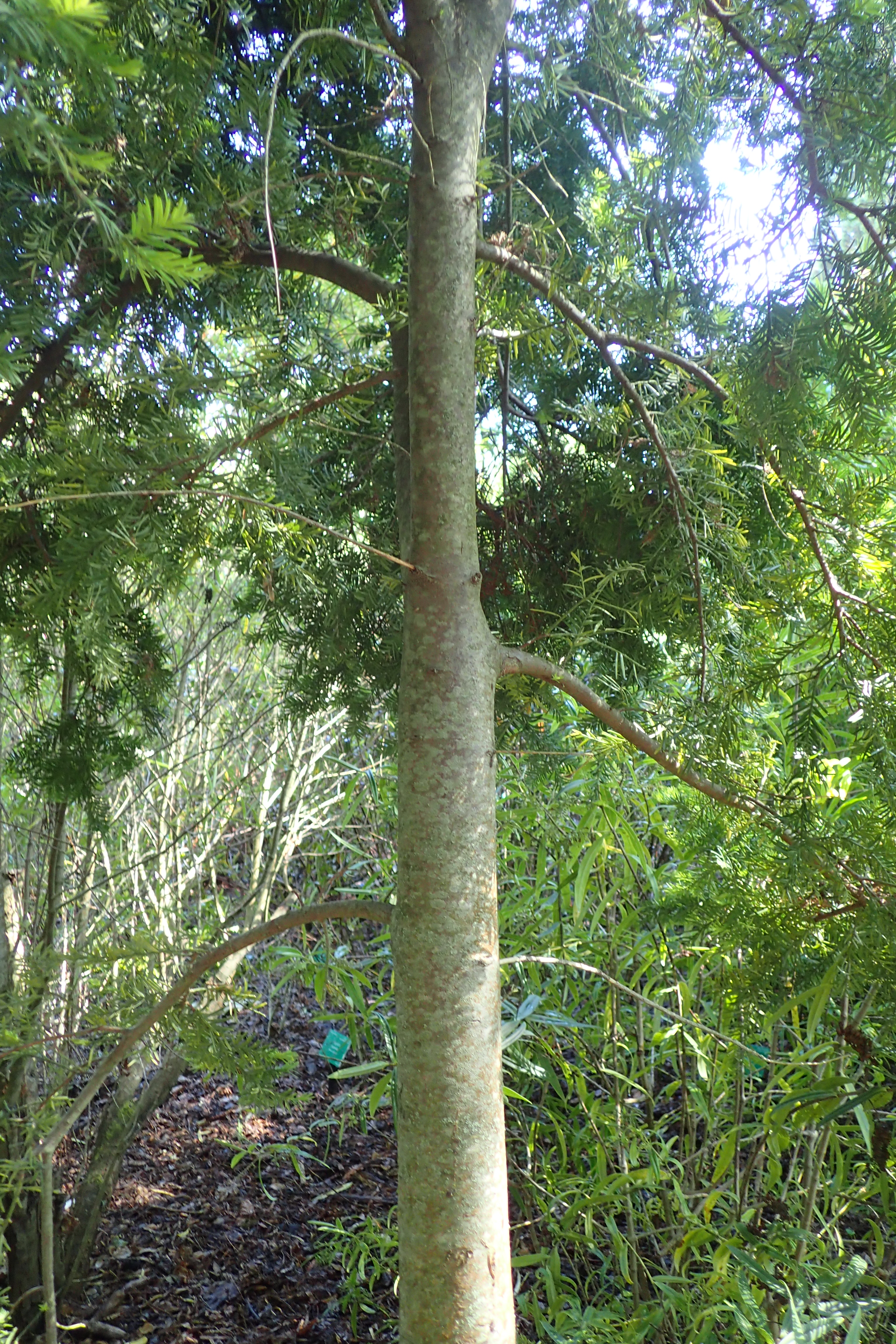
Egytörzsű példány Christchurch botanikus kertjében

Az andesi kőtiszafa (Prumnopitys andina) fenyőalakúak (Pinales) rendjébe sorolt kőtiszafafélék (Podocarpaceae) családjában a Prumnopitys nemzetség típusfaja.

## Származása, elterjedése
Amint ezt neve is jelzi, Andok déli és középső részén él. Természetes állománya 2013-ig mintegy 10 000 példányra fogyatkozott; a tendencia csökkenő.

## Megjelenése, felépítése
Mintegy 20 m magasra nő meg. Gyakran többtörzsű, ettől a fiatal példányok bokorszerűek. Sűrűn felálló ágai karószerűek. Az idősebb példányok koronája elterebélyesedik, de nem lesz lecsüngő. Kérge sima,sötétszürke; a hajtások kétéves korukig zöldek maradnak.
25 mm hosszú, 4 mm széles, nem szúrós levelei sötétzöldek, a fonákuk sárgás. A hajtásokon körkörösen, illetve elszórtan állnak; néha spirális sorokba rendeződnek.

## Életmódja, termőhelye
Csapadékigényes; szárazabb helyeken ágai kiritkulnak. A Kárpát-medencében nem télálló.

## Felhasználása
A mérsékelt égöv óceáni éghajlatú részein dísznövénynek ültetik. Nyugat-Európa parkjaiban szórványosan fordul elő.